# والتر جوستين (لاعب كريكت)
والتر جوستين (20 يناير 1860 - 7 مارس 1937)  (بالإنجليزية: Walter Heath)‏ هو لاعب كريكت بريطاني (وحمل سابقاً جنسية المملكة المتحدة لبريطانيا العظمى وأيرلندا).